# Cenk İldem
Cenk İldem, né le 5 janvier 1986 à Şişli, est un lutteur gréco-romain turc.

## Palmarès

### Jeux olympiques
- 11e aux Jeux olympiques d'été de 2012 à Londres
- Médaille de bronze en catégorie des moins de 98 kg en 2016 à Rio de Janeiro

### Championnats du monde
- Médaille de bronze en catégorie des moins de 97 kg en 2019 à Noursoultan
- Médaille de bronze en catégorie des moins de 98 kg en 2014 à Tachkent
- Médaille de bronze en catégorie des moins de 96 kg en 2011 à Istanbul

### Championnats d'Europe
- Médaille d'argent en catégorie des moins de 98 kg en 2014 à Vantaa
- Médaille de bronze en catégorie des moins de 97 kg en 2020 à Rome
- Médaille de bronze en catégorie des moins de 98 kg en 2016 à Riga
- Médaille de bronze en catégorie des moins de 96 kg en 2013 à Tbilissi
- Médaille de bronze en catégorie des moins de 96 kg en 2010 à Bakou

### Jeux européens
- Médaille de bronze en catégorie des moins de 98 kg en 2015 à Bakou

### Jeux méditerranéens
- Médaille d'argent en catégorie des moins de 96 kg en 2013 à Mersin